# Филлол, Кэтрин
Кэтрин Филлол (англ. Catherine Fillol; около 1507 — около 1535) — английская аристократка, первая жена сэра Эдуарда Сеймура (впоследствии 1-го герцога Сомерсета) и мать его двоих детей.

## Биография
Кэтрин являлась дочерью и сонаследницей сэра Уильяма Филлола (1453-1527) из Вудлендса, Хортона, Дорсет и Филлол-холла в Эссексе.
Она стала первой женой Эдуарда Сеймура, старшего сына сэра Джона Сеймура и Маргарет Уэнтворт, впоследствии получившим герцогский титул и ставшим лордом-протектором Англии в период правления своего племянника, короля Эдуарда VI, после того как его сестра Джейн вышла замуж за Генриха VIII Тюдора.
Имя Кэтрин Филлол в современной литературе связано со скандалом: в источнике, датированным XVII веком, утверждалось, что у неё был роман со своим свекром, но никаких более достоверных доказательств этой версии нет. Кэтрин Филлол, возможно, ушла в местный монастырь, исполняя последнюю волю отца, указанную в завещании, которое, впрочем, было оспорено Эдуардом Сеймуром в 1531 году на основании того, что отец Кэтрин был в не совсем здравом уме. В 1535 году Сеймур женился повторно на Анне Стэнхоуп, что указывает на то, что Кэтрин Филлол, вероятно, умерла в монастыре не позднее начала 1535 года.
У Кэтрин было двое сыновей: Джон Сеймур (ум. 1552), который умер неженатым и бездетным, и Эдуард Сеймур. У её мужа было ещё десять детей от его второй жены, включая его будущего наследника, Эдуарда Сеймура, 1-го графа Хартфорда. После того, как Эдуард стал герцогом Сомерсетом, его дети от первого брака по-прежнему считались законными, но дворянский патент предусматривал, что герцогский титул должен был сначала перейти к его наследникам от Анны Стэнхоуп, и только в случае пресечения этой линии наследовать титул могли потомки Кэтрин. Так, со смертью 7-го герцога Сомерсета в 1750 году, сеймуровские баронеты из замка Берри Помрой унаследовали герцогство Сомерсет.